# Jean Renard (géographe)
Pour les articles homonymes, voir Jean Renard et Renard (homonymie).
Jean Renard est un géographe français né le 16 novembre 1936 à Paris et mort le 31 décembre 2020 à Vigneux-de-Bretagne,.

## Fonction
Professeur émérite de géographie à l’université de Nantes et spécialiste de la géographie sociale et rurale, membre-correspondant de l’Académie d’agriculture de France.

## Formation
Doctorat d’État en géographie et agrégation de géographie.

## Parcours

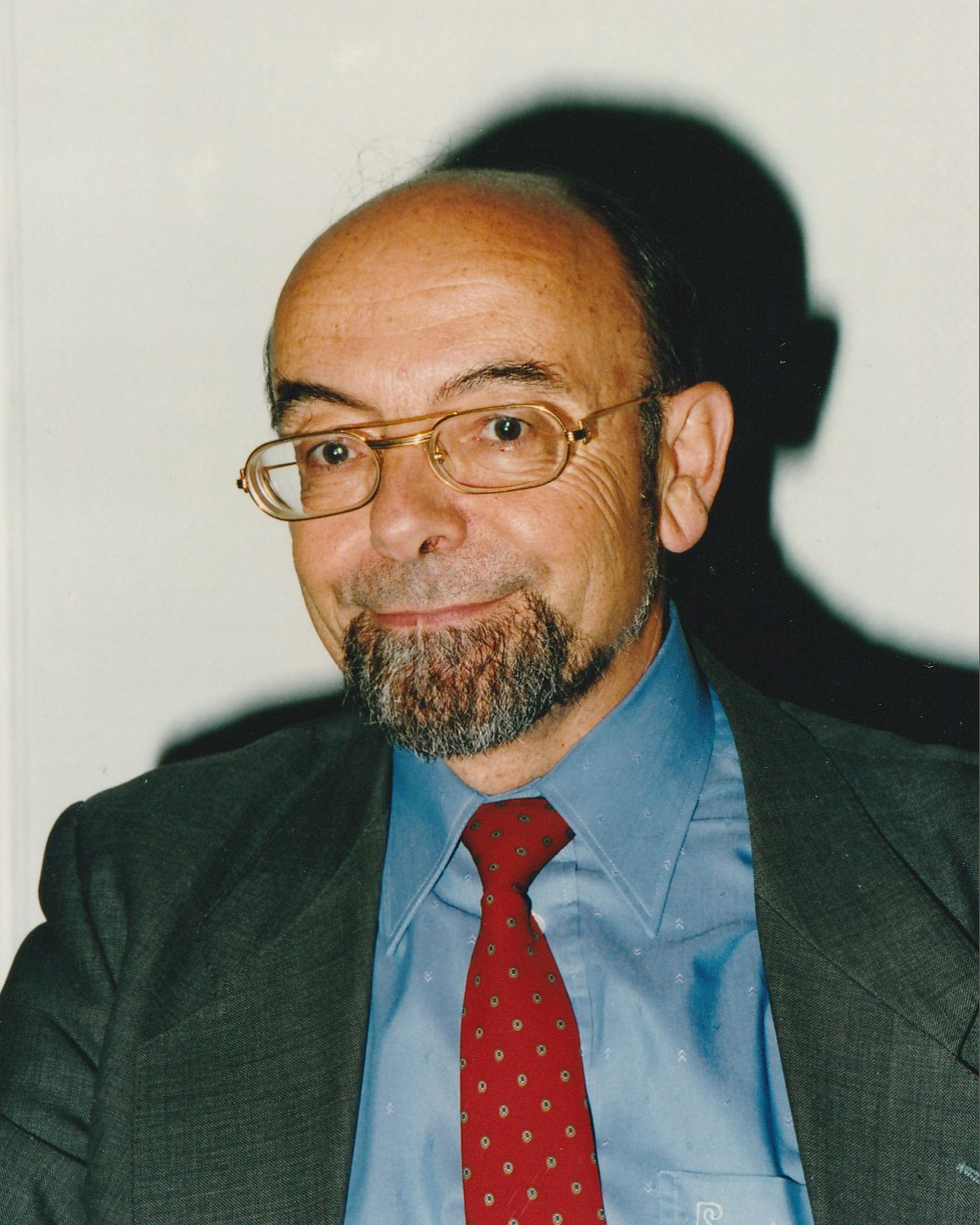
Jean Renard au Festival international de géographie en 1994.

Enseignant à l’université de Nantes pendant un tiers de siècle, Jean Renard s'est imposé comme un des grands spécialistes de la géographie sociale et rurale. 
Ancien directeur de la revue les Cahiers nantais et chercheur associé de l’unité mixte de recherche (UMR) 6590 du Centre national de la recherche scientifique (CNRS), conseiller à la Délégation interministérielle à l’aménagement du territoire et à l’attractivité régionale (DATAR) de 1998 à 2001, il a développé ses recherches tant sur le plan local que global, à la fois comme expert de la Vendée rurale et des campagnes de l’Ouest de la France et comme spécialiste des mutations agraires dans le monde.
Jean Renard est médaillé de bronze du CNRS, prix de thèse Olivier-de-Serres, titulaire du prix Georges-Hachette (2005).

## Décoration
- Commandeur de l'ordre des Palmes académiques

## Divers
Jean Renard a été rapporteur général du conseil de développement de Nantes Métropole.